# Miloslav Nevrlý
Miloslav Nevrlý (* 29. října 1933, Praha) je český zoolog, publicista, spisovatel, cestovatel, turista a skaut.

## Životopis
Narodil se v Praze, kde vystudoval reálné gymnázium (1944–1952) a přírodovědeckou (tehdy Biologickou) fakultu University Karlovy (obor zoologie, promoce roku 1957, rigorózní zkouška a titul RNDr. roku 1969). Ještě před promocí získal místo zoologa v Severočeském muzeu v Liberci. Tam pracoval až do odchodu do důchodu v roce 2000, po většinu doby jako vedoucí přírodovědeckého oddělení.
Svůj zájem věnoval zejména Jizerským horám. Profesně se zabýval nejen např. studiem tamní zvířeny netopýrů, ale i obecnou historií tohoto pohoří, o kterém napsal řadu větších i menších prací. Z nich nejznámější je Kniha o Jizerských horách, za kterou obdržel v roce 1976 výroční nakladatelskou cenu. Zatím poslední čtvrté vydání této knihy je z roku 2007 a tato kniha je považována za bibli tzv. „pomníčkářů“ – lidí, kteří bloudí po Jizerských horách a hledají pomníčky, kterých je v kopcích ukryto velké množství (cca 450). Zároveň dlouhé roky vykonával dobrovolnou funkci libereckého okresního konzervátora státní ochrany přírody a krajského konzervátora pro zoologii. Jako terénní pracovník se stal autorem i mnoha turistických publikací a map. Jako hlavní autor se rozhodující měrou podílel na koncepci a tvorbě Turistického průvodce Jizerskými horami. Jeho bibliografie obsahuje kromě monografií i stovky novinových článků.
V novinářské anketě Osobnost Liberecka získal v roce 2003 hlasováním veřejnosti druhé místo. Od roku 1961 je ženatý, má tři děti a jedenáct vnuků.

## Skaut
Skautem se stal po válce v roce 1946, po roce 1968 pomáhal vést v Liberci Miloši Zapletalovi 2. skautský oddíl. V letech 1970–1989 jako činovník Turistického oddílu mládeže TJ Dynamo (TOM Dvojka) se věnoval mládeži staršího skautského věku a vedl oddíl starších známý jako SPERHO, což je zkratka ze slov „Společnost pro exploataci rumunských horských oblastí“. Oddíl Sperho vyrážel pod jeho vedením na každoroční legendární puťáky do Rumunska. Je znám pod přezdívkou Náčelník.

## Dílo

### Knihy
- Karpatské hry – lyrické popisy rumunských pohoří se prolínají s „hrami“ v nichž autor svým specifickým uměleckým stylem sděluje své myšlenky týkající se lásky ke svobodě v horách i ke skromnému přístupu k životu…
- Kniha o Jizerských horách (1. vydání 1976, 2. 1981, 3. 1996, 4. 2007, dotisk 4. vydání 2011)
- Chvály Zadní země (o krajině Českého Švýcarska)
- Nejkrásnější sbírka (o chráněných územích a národních parcích Čech a Slovenska)
- Zašlá chuť morušek (o krajině Krkonoš)
- Větrné toulání (povídky a kratší texty z knih a časopisů)
- Kryštofovo údolí – putování časem a krajinou
- Libereckým krajem
- Podivuhodné chvíle se Sluneční písní (komentáře k 8. modlitebním chválám Sluneční písně sv. Františka z Assisi, devátá chvála je jeho vlastní, ve které vyzdvihuje naději v možnost žít plnohodnotný život i ve stáří a nemoci)
- Bílý pavouk (povídky z časopisů)
- Tři iseriny (spoluautor)
- Album starých pohlednic Lužických hor a Ještědu (spoluautor)
- Kouzelný český ráj (spoluautor)
- Jizerské hory (spoluautor)
- Moje ptačí roky (vydáno 2018)

## Ocenění
- Cena Ivana Dejmala za rok 2017[2]
- 2023: čestné občanství města Liberec
- 28. října 2023 dostal z rukou prezidenta Petra Pavla Medaili Za zásluhy o stát 1. stupně v oblasti kultury.[3]